# Johanna Mihaic
Johanna Erika Mihaic, född 19 april 1977, är en svensk jurist.
Johanna Mihaic har arbetat på Finansdepartementet, bland annat som rättssakkunnig och biträdande enhetschef och enhetschef, blev rättschef på Socialdepartementet 2021 samt tillförordnad expeditionschef 2025. Hon utnämndes 2025 till justitieråd i Högsta förvaltningsdomstolen, med tillträde den 1 september 2025.